# Свети Бартол (Мотовун)
Свети Бартол (хрв. Sveti Bartol, итал. San Bortolo) је насељено место у општини Мотовун, Истарска жупанија, Хрватска.

## Историја
До територијалне реорганизације у Хрватској био је у саставу старе општине Пазин.

## Становништво
У попису становништва из 2011. године, Свети Бартол је имао 73 становника.
| Број становника према пописима | Број становника према пописима | Број становника према пописима | Број становника према пописима | Број становника према пописима | Број становника према пописима | Број становника према пописима | Број становника према пописима | Број становника према пописима | Број становника према пописима | Број становника према пописима | Број становника према пописима | Број становника према пописима | Број становника према пописима | Број становника према пописима | Број становника према пописима |
| ------------------------------ | ------------------------------ | ------------------------------ | ------------------------------ | ------------------------------ | ------------------------------ | ------------------------------ | ------------------------------ | ------------------------------ | ------------------------------ | ------------------------------ | ------------------------------ | ------------------------------ | ------------------------------ | ------------------------------ | ------------------------------ |
| 1857                           | 1869                           | 1880                           | 1890                           | 1900                           | 1910                           | 1921                           | 1931                           | 1948                           | 1953                           | 1961                           | 1971                           | 1981                           | 1991                           | 2001                           | 2011                           |
| 0                              | 0                              | 342                            | 418                            | 448                            | 506                            | 0                              | 0                              | 558                            | 448                            | 324                            | 184                            | 144                            | 97                             | 80                             | 73                             |

Напомена: Исказује се за насеље од 1948, а као део насеља од 1880. До 1961. исказивано је под именом Свети Бартол, а 1971. и 1981. године под именом Бартол. Године 1857, 1869, 1921. и 1931. подаци су садржани у насељу Замаск (Пазин), као и део података из 1880.